# Râul Balomir, Cugir
Râul Balomir este unul din cele două brațe prin care râul Cugir se varsă în Mureș